# Fizeșu Gherlii
Fizeșu Gherlii (węg. Ördöngösfüzes) – wieś w Rumunii, w okręgu Kluż, w gminie Fizeșu Gherlii. W 2011 roku liczyła 1316 mieszkańców.